# اویشاید
اویشاید (به آلمانی: Euscheid) یک شهر در آلمان است که در بیتبورگ-پروم واقع شده‌است.